# Robert Gilman
Robert C. Gilman es un filósofo y astrónomo estadounidense, dedicado a la investigación y desarrollo de ecoaldeas.
Después de trabajar como astrofísico para la NASA hace 25 años, Robert Gilman decidió que "las estrellas podían esperar, pero el planeta no". Desde entonces se ha dedicado al estudio de la sostenibilidad global, a la investigación de visiones futuras y a las estrategias de cambio social positivo. Junto a Diane Gilman, es fundador del "Context Institute" y de la revista In Context.